# ハロン湾
座標: 北緯20度54分 東経107度12分 / 北緯20.900度 東経107.200度
ハロン湾（下竜湾、ハロンわん、ベトナム語：Vịnh Hạ Long / 泳下龍）は、ベトナム北部、トンキン湾北西部にある湾。漢字表記は下龍湾。クアンニン省のハロン市の南に位置し、ハイフォン市カットハイ県に属するカットバー島のほか、石灰岩のカルスト地形からなる大小3,000もの奇岩、島々が存在する。伝承では、中国がベトナムに侵攻してきた時、竜の親子が現れ敵を破り、口から吐き出した宝石が湾内の島々になったと伝えられている。カットバー島以外の島々は現在は無人だが、約7,000年前の新石器時代にはわずかに人が住んでいた。また、数世紀前までは海賊の隠れ家として利用され、モンゴル帝国のベトナム侵攻の際には軍事的に利用された。
彫刻作品のような島々の景観は、太陽の位置によって輝きが変化し、雨や霧によってまた趣のある雰囲気を醸し出す。地質学的には北は桂林（中国広西チワン族自治区）から、南はホアルーまでの広大な石灰岩台地の一角である。石灰岩台地が沈降し、侵食作用が進んで、現在の姿となった。また、島々の生物相も豊富で、カットバー島には固有種のカットバラングールが住んでいるほか、絶滅の危機に瀕しているタイマイ、タツノオトシゴなども生息している。一帯は湿潤熱帯モンスーン気候で、雨季と乾季がはっきりと分かれている。ベトナムの海岸を襲う台風の28%がこの地域に現れるなど、台風の頻度も高い。
1994年にユネスコの世界遺産（自然遺産）に登録。また、カットバー島一帯は熱帯湿潤林、湿地、マングローブ、サンゴ礁、海草の藻場が多く、2004年にユネスコの生物圏保護区に指定された。ユネスコが支援するフランスのNGO世界で最も美しい湾クラブにも加盟している。
「キングコング:髑髏島の巨神」の公式ビジュアルに使用されている。

## 現地ツアー
ハノイより様々な旅行会社が日帰り・1泊2日のツアーを組んでいる。ハロン湾クルーズや鍾乳洞観光などが含まれる。1泊2日ツアーはハロン湾地区のホテルに1泊するツアーであるが、価格は高いがホテル船に1泊するツアーも存在する。
なお、ツアーの種類、特にツアー価格により、上陸する島の数が違っていたり、入場料が別だったり、昼食が含まれていなかったり、シーカヤックが別料金だったり最初から体験のないツアーたったりするので、ツアーを選ぶ際は安さだけでなく良く内容を確認することが重要となる。
もちろん多くの体験を含むパッケージツアーは、ハノイへの帰着が夜遅くになることも考慮に入れなければならない。また、ホテルで紹介してもらえるツアーはホテル前まで送迎があることがほとんどであるが、少額のリベートがツアー料金に上乗せされることが多い。旅行会社で申し込むツアーもホテル名を申し出て、当日は可能な限りホテルの近くまで送迎バスが来て、ガイドが約束の時間にホテルまで迎えに来るシステムが多い。
2025年7月19日、湾内で乗客48人、乗員5人が乗った観光船が転覆。翌日までに11人が救助されたが、多数が死亡、行方不明となった。

## 登録基準
この世界遺産は世界遺産登録基準のうち、以下の条件を満たし、登録された（以下の基準は世界遺産センター公表の登録基準からの翻訳、引用である）。
- (7) ひときわすぐれた自然美及び美的な重要性をもつ最高の自然現象または地域を含むもの。
- (8) 地球の歴史上の主要な段階を示す顕著な見本であるもの。これには生物の記録、地形の発達における重要な地学的進行過程、重要な地形的特性、自然地理的特性などが含まれる。